# أنتوني إيكمان
أنتوني إيكمان (بالإنجليزية: Anthony Aikman)‏ هو مخرج بريطاني، ولد في 3 فبراير 1942 في لندن في المملكة المتحدة، وتوفي في 8 يوليو 2011 في تشيانغ مي في تايلاند.

## وصلات خارجية
- أنتوني إيكمان على موقع IMDb (الإنجليزية)
- أنتوني إيكمان على موقع أول موفي (الإنجليزية)
- أنتوني إيكمان على موقع قاعدة بيانات الفيلم (الإنجليزية)
- أنتوني إيكمان على موقع كينوبويسك (الروسية)